# Râul Ciunga
Râul Ciunga este un curs de apă, afluent al râului Mureș. 

## Hărți
- Harta Județul Alba